# Krynice (województwo podlaskie)
Krynice – wieś w Polsce położona w województwie podlaskim, w powiecie białostockim, w gminie Dobrzyniewo Duże.
W okolicy wsi zlokalizowane jest radiowo-telewizyjne centrum nadawcze.
Wieś królewska w starostwie knyszyńskim w ziemi bielskiej województwa podlaskiego w 1795 roku. W latach 1975–1998 miejscowość administracyjnie należała do województwa białostockiego.
Na terenie wsi działa też amatorski sportowy klub piłkarski założony w 2005 roku, którego nazwa pochodzi od wież które są we wsi.
Wierni kościoła rzymskokatolickiego należą do parafii Zwiastowania Najświętszej Maryi Panny w Dobrzyniewie Kościelnym.